# 작은자유꼬리박쥐
작은자유꼬리박쥐(Chaerephon pumilus)는 큰귀박쥐과에 속하는 박쥐의 일종이다. 아프리카 대륙과 인근 섬 지역에 걸쳐 널리 분포한다.